# Антон Бобер
Антон Бобер е руски футболист, полузащитник от татарски произход. Футболистът с най-много мачове за Криля Советов в руската премиер лига.

## Кариера
Започва кариерата си в местния ФК Камаз Челни. Изиграва 20 мача и вкарва 3 попадения. В началото на 2000 г. е привлечен в Криля Советов. На 1 април 2000 прави своя дебют. През 2002 г. изиграва 1 мач за националния тим на Русия, а в следващите 2 сезона играе няколко мача за младежките формации.
През 2004 е в основата на 3-то място на Криля Советов в шампионата. На 31 юли 2005 г. изиграва своят мач номер 100 за самарци. През януари 2007 отива на проби във ФК Москва, но предложението за договор не го устройва и той се връща в Криля и продължава договора си за още 2 сезона. През 2009 става втори капитан на отбора. През втория полусезон на 2010 г. е предимно резерва. Пропуска началото на 2011/12 поради лека травма и се готви с младежите. Първият си мач през сезона записва срещу Зенит, като влиза в игра в 86-а минута. На 1 май 2011 г. излиза с капитанската лента на „самарци“ срещу ФК Рубин Казан. На 14 август вкарва на ФК Краснодар. В 26-ия кръг от първенството Антон става редордьор по изиграни мачове за КС в шампионата на Русия. В края на сезон 2011/12 договорът му изтича. Бобер преминава в Мордовия (Саранск) като свободен агент в края на юни 2012 г. След като Мордовия изпада от премиер лигата, Бобер напуска отбора. През август 2013 се завръща в Мордовия.

## Статистика
| Сезон   | Клуб                   | Държава | Първенство          | Мачове | Голове |
| ------- | ---------------------- | ------- | ------------------- | ------ | ------ |
| 1998    | ФК Камаз Челни         | Русия   | Руска Първа Дивизия | 1      | 0      |
| 1999    | ФК Камаз Челни         | Русия   | Руска втора дивизия | 19     | 1      |
| 2000    | Криля Советов (Самара) | Русия   | Руска Висша Дивизия | 7      | 0      |
| 2001    | Криля Советов (Самара) | Русия   | Руска Висша Дивизия | 17     | 1      |
| 2002    | Криля Советов (Самара) | Русия   | Руска Премиер Лига  | 29     | 2      |
| 2003    | Криля Советов (Самара) | Русия   | Руска Премиер Лига  | 20     | 2      |
| 2004    | Криля Советов (Самара) | Русия   | Руска Премиер Лига  | 13     | 1      |
| 2005    | Криля Советов (Самара) | Русия   | Руска Премиер Лига  | 24     | 3      |
| 2006    | Криля Советов (Самара) | Русия   | Руска Премиер Лига  | 25     | 2      |
| 2007    | Криля Советов (Самара) | Русия   | Руска Премиер Лига  | 28     | 4      |
| 2008    | Криля Советов (Самара) | Русия   | Руска Премиер Лига  | 27     | 8      |
| 2009    | Криля Советов (Самара) | Русия   | Руска Премиер Лига  | 26     | 1      |
| 2010    | Криля Советов (Самара) | Русия   | Руска Премиер Лига  | 24     | 1      |
| 2011/12 | Криля Советов (Самара) | Русия   | Руска Премиер Лига  | 33     | 4      |
| 2012/13 | Мордовия (Саранск)     | Русия   | Руска Премиер Лига  | 26     | 3      |
| 2013/14 | Мордовия (Саранск)     | Русия   | ФНЛ                 | 27     | 10     |
| 2014/15 | Мордовия (Саранск)     | Русия   | Руска Премиер Лига  | 9      | 0      |